# Gangjin-gun
Gangjin-gun är en landskommun (gun) i den sydkoreanska provinsen Södra Jeolla. Kommunen har 35 042 invånare (2020). Dess huvudort är Gangjin-eup.
Kommunen är indelad i en köping (eup) och tio socknar (myeon):
Byeongyeong-myeon,
Chillyang-myeon,
Daegu-myeon,
Doam-myeon,
Gangjin-eup,
Gundong-myeon,
Jakcheon-myeon,
Maryang-myeon,
Omcheon-myeon,
Seongjeon-myeon och
Sinjeon-myeon.